# Samira Nawa
Samira Nawa (født 30. marts 1988 i Aalborg) er en dansk politiker, der har siddet i Folketinget for Radikale Venstre siden 2019. Hun er partiets ordfører for klima, energi, forsyning, transport, IT, ligestilling, skat og finans og siden november 2022 næstformand for den radikale folketingsgruppe. Hun har dansk-afghansk baggrund, idet hendes forældre kom til Danmark i anden halvdel af 1980'erne som flygtninge fra Afghanistan.

## Baggrund
Samira Nawa er født i Aalborg og opvokset i Roskilde.
Hendes forældre er flygtninge fra Afghanistan og kom til Aalborg i anden halvdel af 1980’erne. Hendes far Bashir Ahmad Nawa var civilingeniør og ph.d., og hendes mor Mahbooba Speher Nawa var overlæge. Nawa har studentereksamen fra Roskilde Katedralskole i 2007.
I 2010 blev hun valgt til formand for Ny-Dansk Ungdomsråd.
Samira Nawa er uddannet økonom (cand.polit.) fra Københavns Universitet i 2014 og har arbejdet som fuldmægtig i Ankestyrelsen, Social- og Indenrigsministeriet, Børne- og Socialministeriet og senest som specialkonsulent i Økonomi- og Indenrigsministeriet, inden hun blev valgt til Folketinget. Hun har haft studiejob i såvel den borgerlig-liberale tænketank CEPOS som i Arbejderbevægelsens Erhvervsråd. Nawa fortalte i 2022 i et avisinterview, at hun økonomisk set hørte mest hjemme i Cepos, men at hendes retfærdighedssans trak hende mere mod venstre.
Privat er hun gift med Naweed Amini, med hvem hun har to børn. Hun er muslim.

## Politisk karriere
Samira Nawa var opstillet for Radikale Venstre til Europa-Parlamentsvalget 2014.
Med 6.836 personlige stemmer fik hun tredjeflest stemmer blandt partiets kandidater efter Morten Helveg Petersen og Karen Melchior, men opnåede ikke valg.
Op til Folketingsvalget 2015 stod Nawa bag kampagnen #EngangVarJegFlygtning, hvor flere hundrede delte deres historier om at være kommet til Danmark som flygtninge og i dag være ingeniører, læger, skolelærere, pædagoger og så videre. Kampagnen blev efterfølgende vist på flere udstillinger herhjemme.  
Samira Nawa opnåede valg til Folketinget med 4.657 personlige stemmer i Københavns Storkreds ved Folketingsvalget 2019.
I 2021 var Nawa med til at ændre Radikale Venstres kurs på ligestillingsområdet, så partiet i dag går ind for at indføre kønskvoter i erhvervslivet via en forsøgsordning.
Nawa er De Radikales ordfører for klima, energi, forsyning, transport, IT, ligestilling, skat og finans og har plads i partiets særlige økonomigruppe. Hun var også en del af skrivegruppen, der udarbejdede partiets nye principprogram i 2022.
Ved Folketingsvalget 2022 opnåede Nawa genvalg med over 6000 personlige stemmer. Da Sofie Carsten Nielsen trak sig som partileder efter nederlaget ved folketingsvalget, og Martin Lidegaard afløste hende, blev Nawa næstformand for den radikale folketingsgruppe og dermed Lidegaards næstkommanderende.